# Charles Burgess
Charles Henry „Charlie“ Burgess (* 3. April 1984 in New York City) ist ein US-amerikanisch-belizischer Basketballtrainer und ehemaliger -spieler.

## Spieler
Burgess spielte zwischen 2004 und 2006 für die Hochschulmannschaft des im US-Bundesstaat Texas gelegenen Howard College, er wurde als bester Spieler der Saison 2005/06 in der National Junior College Athletic Association (NJCAA) ausgezeichnet. Von 2006 bis 2008 war er Basketballspieler und Student an der Texas Tech University in der ersten NCAA-Division, Burgess erzielte in insgesamt 63 Einsätzen für die Hochschulmannschaft Mittelwerte von 7,3 Punkten sowie 3,3 Rebounds und 2,3 Vorlagen je Begegnung.
Seine Laufbahn als Berufsbasketballspieler begann in Uruguay, hernach stand er im Spieljahr 2009/10 bei Salon Vilpas in Finnland unter Vertrag, erzielte für die Mannschaft in 39 Ligaeinsätzen im Schnitt 16,7 Punkte. Gemeinsam mit Trainer Philip Dejworek wechselte Burgess zur Saison 2010/11 zur dänischen Spitzenmannschaft Bakken Bears. Er wurde mit der Mannschaft 2011 dänischer Meister und Pokalsieger. In 35 Einsätzen in der dänischen Liga brachte es Burgess auf einen Durchschnitt von 14,6 Punkten je Begegnung.
Im Sommer 2011 nahm er ein Angebot des deutschen Zweitligisten USC Heidelberg an. Mitte Februar 2012 wurde er vom USC entlassen, nachdem es zwischen Burgess und Trainer Uwe Sauer zum Zerwürfnis gekommen war. Er hatte 14,4 Punkte je Einsatz in der 2. Bundesliga ProA erreicht. Burgess spielte in der Saison 2012/13 wieder in Finnland, dann 2013/14 für Randers Cimbria in Dänemark. Mit der Mannschaft wurde er dänischer Vizemeister. Zunächst stand er auch im Spieljahr 2014/15 in Diensten der Dänen, Ende November 2014 wechselte er zum ungarischen Verein Egis Körmend, mit dem er im europäischen Wettbewerb EuroChallenge vertreten war. Hernach kehrte Burgess ins dänische Randers zurück und war dort bis 2019 Leistungsträger. In den Spielzeiten 2014/15, 2015/16 und 2016/17 erzielte er für die Mannschaft jeweils Mittelwerte von mehr als 19 Punkten je Begegnung, sein Höchstwert in der dänischen Liga waren 2015/16 19,9.

### Nationalmannschaft
Burgess war ab 2009 Nationalspieler von Belize. Im August 2009 gewann er bei der Mittelamerikanischen Meisterschaft die Silbermedaille. 2010 nahm er mit der Nationalmannschaft am Turnier Centrobasket, der Meisterschaft der mittelamerikanischen und karibischen Staaten, teil. 2018 spielte Burgess für Belize in der Ausscheidungsrunde für die Amerikameisterschaft.

## Trainer
In der Saison 2019/20 war Burgess bei Randers Cimbria Assistenztrainer des US-amerikanischen Cheftrainers Jimmy Moore. Im Sommer 2020 wurde Burgess ins Amt des Cheftrainers befördert, das er fortan im Gespann mit Peter Hoffman ausübte. Burgess blieb bis 2022 im Amt. Anfang Dezember 2023 übernahm Burgess in Randers (im Gespann mit Mike Nielsen) wieder das Traineramt, nachdem sich der Verein von Martin Knezevic getrennt hatte. Burgess übte die Tätigkeit bis zum Ende der Saison 2023/24 aus.